# Частная охранная деятельность в России
Частная охранная деятельность — оказание на возмездной договорной основе услуг физическим и юридическим лицам предприятиями, имеющими специальное разрешение (лицензию) органов внутренних дел, в целях защиты законных прав и интересов своих клиентов.

## Общая часть
После подписания 11 марта 1992 года Закона РФ № 2487-1 «О частной детективной и охранной деятельности в Российской Федерации» контроль за частной детективной и охранной деятельностью был возложен на Лицензионно-разрешительное Управление лицензионно-разрешительной Работы МВД России, отвечающего, в частности и за оборот оружия.
Последнее постановление Правительства России «О некоторых вопросах осуществления частной детективной (сыскной) и частной охранной деятельности» устанавливает действующий порядок лицензирования, ведения реестра лицензий, уведомления органов внутренних дел о начале и окончании оказания охранных услуг, а также об изменении состава учредителей. Постановление устанавливает и перечень технических средств для ЧОО при оказании профильных услуг. В числе прочих положений, положение предусматривает закрытый рынок частной охраны для иностранных граждан и компаний, поскольку:

Внесение в уставный капитал частной охранной организации средств иностранными гражданами, гражданами Российской Федерации, имеющими гражданство иностранного государства, лицами без гражданства, иностранными юридическими лицами, а также организациями, в составе учредителей (участников) которых имеются указанные граждане и лица, запрещается, если иное не предусмотрено международными договорами Российской Федерации.

Закон дал право гражданам России в установленном порядке оказывать услуги с огнестрельным служебным оружием. При этом, с появлением нормы закона, разрешающей лицензированное владение и целевое использование огнестрельного оружия, при этом, упрощённая процедура получения пистолета пистолета Макарова повлекла за собой целый ряд проблем, связанных с его хранением, перевозкой и применением.

### Роль и место
По своей сути, охранная деятельность, оставаясь сферой оказания услуг по причине отсутствия системного подхода, в отличие от сложившейся индустрии безопасности (производителей технических средств) выполняет не декларированную законом функцию обеспечения государственной безопасности на внебюджетной основе. Если государственная правоохранительная система финансируется из государственного бюджета и имеет строгую системную функцию, отраженную текущим законодательством, то частная охранная деятельность существует на доходы от собственной предпринимательской активности и не носит системного характера.

### Государственный контроль
Государственный контроль за охранной и сыскной деятельностью в структуре Главного управления МВД России по обеспечению охраны общественного порядка и координации взаимодействия с органами исполнительной власти Российской Федерации законодательно возложен на Лицензионно — разрешительное управление ФСВНГ РФ.
В настоящее время, в результате реорганизации в структуре ГУООП МВД России и необходимости реализации Постановления Правительства № 498 от 23 июня 2011 года появилось Управление реализации государственной политики в области частной детективной (сыскной) и охранной деятельности. В его составе создан отдела перспективного планирования мероприятий по совершенствованию организационного и правового обеспечения ЧДОД (Частной детективной и охранной деятельности).
Как следует из документов, 2010 год является переходным этапом в деятельности охранного сообщества в рамках требований нового законодательства.

#### Координационный совет при ДООП МВД России
Приказом № 26 от 15 мая 2008 года при ДООП МВД России в качестве совещательно-консультативного органа создан Координационный совет по взаимодействию с охранно-сыскными структурами. 5000 представителей от 7000 (что составляет около трети всех зарегистрированных в России) ЧОО входят в систему КС. Взаимодействие КС и охранных структур определяется на основе внутренних документов членов КС.
В соответствии с решением Президиума Координационного совета по взаимодействию с охранно-сыскными структурами от 4 февраля 2009 года официальным информационным органом КС при ДООП МВД России является журнал «Менеджмент безопасности».

#### Рабочая группа при ФСКН
В 2011 году в структуре Федеральной Службы Российской Федерации по контролю за обороту наркотиков была создана Рабочая группа по организации взаимодействия с частными охранными организациями при Департаменте обеспечения межведомственного взаимодействия ФСКН России.

#### Консультативный совет при ФСБ
10 декабря 1996 года около 80 руководителей охранных организаций ветеранов КГБ СССР с целью интеграции собственного потенциала провели собрание на Лубянке. Через год, приказом Николая Ковалёва был создан Консультативный совет при директоре ФСБ. Совет просуществовал до 2004 года.

## Рынок частных охранных услуг
За период своего существования, в абсолютных цифрах количественного роста лицензиатов, рынок показал полную зависимость от экономического состояния страны. Исходя из этого доля рынка рассчитывается по количеству локально зарегистрированных ЧОО. Около 38 % охранного рынка сосредоточено в Москве и Московской области. Его доля в Санкт Петербурге и Ленинградской области составляет 11-15 %. На остающиеся города «миллионники» приходятся от 2-х до 5 % рынка. Пик количественного роста ЧОО (порядка 15 % в год) в России пришелся на 2008—2009 год.

### Частные охранные организации
Несмотря на достаточно долгое реальное присутствие в жизни страны, только Приказом № 199 от 17 апреля 2009 года Министерством здравоохранения и социального развития РФ в «Единый справочник профессий» внесена новая профессия «охранник».
По состоянию на 1 января 2010 года (начало действия Федерального закона от 22 декабря 2008 г. № 272-ФЗ) в России действовали 27 500 ЧОО и 719 000 лицензированных охранников. На вооружении состояло 100 600 единиц огнестрельного оружия.
По состоянию на 1 января 2011 года в России осуществляли свою деятельность 24 000 частных охранных организаций, обеспечивавших безопасность 482 000 объектов. В том числе 5500 ЧОО охраняли 192 000 объектов с использованием оружия. В штате частных охранных организации работали в качестве квалифицированных охранников 641 000 человек, из них 183 000 человек работали с использованием оружия.
В числе частных охранников 93 500 бывших сотрудников органов внутренних дел, 8000 бывших военнослужащих внутренних войск МВД, 8500 бывших сотрудников органов государственной безопасности, 7000 бывших сотрудников иных правоохранительных органов, 34 000 бывших военнослужащих Министерства обороны.
Исходя из данных приведенных официальным источником, людей, прошедших профессиональную подготовку в качестве специалистов по постовой и оперативной работе в частной охране сегодня трудится примерно одна пятая часть.
Статистическое сокращение в частной охранной деятельности на июнь 2010 года составило:
- ЧОО — более, чем на 10 %
- личного состава, примерно на 8 %
- количество огнестрельного оружия в ОСС — около 6 %.

При этом, примерно на 5 % выросло число охраняемых объектов.
По данным управления по организации лицензионно-разрешительной работы МВД России количество  охранных предприятий, имеющих лицензию на осуществление охранной деятельности, уменьшилось: с 23 676 охранных организаций в 2013 году до 23 594  — в 2014-м. При этом количество частных охранников за год увеличилось почти на 30 тыс. (с 688 тыс. в 2013 году до 719 тыс. — в 2014-м), большинство из них имели низший квалификационный разряд. 
На начало 2019 года в России насчитывалось 20897 ЧОО и 645517 работников ЧОО

### Частные детективы
Частный детектив — гражданин Российской Федерации, зарегистрированный в качестве индивидуального предпринимателя, получивший в установленном настоящим Законом порядке лицензию на осуществление частной детективной (сыскной) деятельности. Наиболее представительная профильная структура Ассоциация Российских Детективов

### Профессиональная подготовка
Профессиональное обучение и переподготовка кадров для частной охраны в соответствии с текущим законодательством проводится на коммерческой основе негосударственными образовательными учреждениями (НОУ).
30 июля 2009 года МВД России подготовлено постановление, определяющее порядок выдачи удостоверения частного охранника и проведения квалификационного экзамена. Приказом МВД России от 21 сентября 2009 года № 716 установлен механизм реализации указанных направлений деятельности.
Общее количество учебных часов по программе подготовки кандидатов для получения лицензии должно составлять не менее 240 часов, по программе переподготовки — не менее 72 часов по учебным дисциплинам, предусмотренным для программы по профессиональной подготовке частных детективов и частных охранников.
- Профессиональная подготовка и повышение квалификации частных детективов осуществляются в образовательных учреждениях среднего профессионального и высшего профессионального образования.
- Профессиональная подготовка и повышение квалификации частных охранников осуществляются в образовательных учреждениях дополнительного профессионального, начального профессионального, среднего профессионального и высшего профессионального образования.
- Повышение квалификации руководителей частных охранных организаций осуществляется на базе образовательных учреждений дополнительного профессионального, среднего профессионального и высшего профессионального образования.

На апрель 2010 года показатель успешной сдачи квалификационного экзамена по России составлял 22,2 %.

### Телохранители
В настоящее время в России профессия телохранитель не имеет правового поля. Наряду с этим, оказание услуги по защите жизни и здоровья с огнестрельным оружием регламентируется указанным выше законом. Доля услуг личной охраны на рынке составляет примерно 2 %. Расчетное количество телохранителей в РФ на август 2011 года составляет около 8000 человек, имеющих право оказывать услуги с огнестрельным оружием. В это число не входят специалисты без удостоверений частных охранников, руководящие сотрудники профильных подразделений, а также те, кто выполняет эту работу эпизодически.
Особенностью работы телохранителей является то, что сама услуга не требует лицензирования, если при этом не используется огнестрельное оружие. С появлением в российском обороте травматического оружия часть специалистов в области личной охраны перешли на независимый от частного охранного законодательства способ работы. Ввиду отсутствия правового поля идентифицировать и квалифицировать эту деятельность практически невозможно.

### Профильные общественные организации
В настоящее время в России зарегистрированы более 60 профильных объединений, которые включают в себя профсоюзы охранников, объединения ветеранов правоохранительной системы и вооруженных сил, профильные фонды, ассоциации и другие организации, где учредителями выступают физические и юридические лица, чьи уставные задачи напрямую связаны с вопросами частной охранной деятельности.

##### Профильные ассоциации
Общественные организации, строго придерживающиеся «цехового» принципа, где определяющим принципом членства является прохождение государственной службы в спецподразделении. Представителями этой группы общественных объединений являются организации «Альфа», «Вымпел», «Витязь» и «Русь». При этом, степень интегрированности структуры различна — не во всех одноименных организациях присутствует централизованный орган.
Объединение, используя «цеховое» название имеет различную организационно-правовую структуру и занимается решением уставных задач имеющимися силами и средствами.

##### Ветеранские организации
Основным организационным принципом ветеранских объединений является общий интерес, как правило, офицеров запаса армии и правоохранительных органов, в реализации широкого спектра совместных проектов с использованием имеющихся административных и коммерческих возможностей.
К подобным структурам относятся «Девятичи», Ассоциация ветеранов и сотрудников службы безопасности президента, Союз десантников России, и другие.

##### Цеховые организации
Наиболее многочисленными и в то же время латентными являются организации, которые создаются с целью объединения для решения коммерческих, а также имиджевых интересов руководителей или хозяев ЧОО. Правовые формы присутствуют во всем многообразии от некоммерческих партнёрств до фондов, советов и ассоциаций. По сути, форма и название отмечает направленность или «цеховую нишу» деятельности общественной организации или объединения.
Спектр деятельности таких организаций — широкий.

##### Профсоюзы
Классическая форма организации работников отрасли как профессиональный союз представлена в частной охранной деятельности несколькими организациями.
Это, прежде всего, Общероссийский профсоюз работников негосударственных организаций безопасности-Профсоюз «Безопасность», "Профсоюз «Законность и правопорядок», Общероссийский профсоюз НСБ (Негосударственных Структур Безопасности).
Общее представительство персональных членов того или иного профсоюза в сфере частной охранной деятельности составляет не более 6-8 % от общего количества лицензированных охранников и примерно равно количеству директоров ЧОО.

##### Многочленство
Весьма характерной особенностью этой общественной активности является многочленство — участие одного и того же юридического или физического лица в двух или более общественных организациях. На практике это приводит к тому, что реально активными в общественно-политическом сегменте российского частного охранного рынка становятся весьма немногие т. н. «мультиформатные» структуры, но статистически формально «работают» многие десятки им подобных.

### Конкуренция
Как на любом рынке, конкуренция, как неизменное рыночное условие оказывает существенное влияние на развитие частной охранной деятельности в России, имея двусторонний характер.

#### Внутренняя конкуренция
Внутренняя конкуренция отражает борьбу между ЧОО за возможность заключить договор на охрану конкретного имущества с его владельцем (а значит получить прибыль) и, прежде всего, характеризуется величиной административного ресурса у отдельного ЧОО (данный ресурс предполагает устойчивые связи руководства ЧОО с профильными государственными структурами (заказчиками) от исполнительной власти до территориальных надзорных органов).
Отдельным проявлением конкуренции на рынке выступает демпинг.
Председатель Общероссийского профсоюза негосударственной сферы безопасности Дмитрий Галочкин в 2015 г. высказывался о демпинге:
```
На рынке появляется множество региональных компаний, укомплектованных непрофессионалами, которые бешено демпингуют, снижая стоимость подрядов на 30%, а иногда и на 50%. Избыточный демпинг ведет не только к понижению качества охранных услуг, но и к социальной незащищенности работников псевдочопов. На ту зарплату, которую получают люди в этих конторах, даже сторожевую собаку не накормишь.
```

#### Внешняя конкуренция
Внешняя конкуренция отражает отношения отдельных ЧОО, а также различных организаций, связанных с ЧОО, относительно объектов, защищаемых государственными охранными структурами (вневедомственной охраной Росгвардии, ФГУП «Охрана» Росгвардии, ведомственной охраной, подразделениями транспортной безопасности и др.), которые имеют, в том числе право оказывать услуги на коммерческой основе.

##### Борьба за объекты, охраняемые ФГУП «Охрана»
4 мая 2011 года Федеральная антимонопольная служба на основании заявлений, инициированных ЧОО, возбудила дело в отношении МВД России усмотрев в действиях подконтрольного ФГУП «Охрана» нарушение антимонопольного законодательства. ФГУП «Охрана» МВД России было создано в соответствии с постановлением правительства России от 11 февраля 2005 года «Вопросы реформирования вневедомственной охраны при органах внутренних дел России» на базе военизированных и сторожевых подразделений вневедомственной охраны при органах внутренних дел России, осуществляющих функции по проектированию, монтажу, обслуживанию и ремонту технических средств охраны. По мнению ФАС России это постановление не возлагало на ФГУП «Охрана» МВД России функции по охране объектов, подлежащих государственной охране. В соответствии с законодательством, функция охраны объектов, подлежащих государственной охране, закреплена за МВД России (вневедомственная охрана). Таким образом, МВД России, закрепив в Уставе ФГУП «Охрана» право осуществлять охрану объектов, подлежащих государственной охране, наделил хозяйствующий субъект функциями и правами органа власти.
В итоге, комиссия ФАС России выдала предписание МВД России о необходимости внесения изменений в Устав ФГУП «Охрана» в части исключения положений, не соответствующих требованиям законодательства о защите конкуренции. Кроме того, ФГУП «Охрана» выдано предписание о необходимости рассчитать экономически обоснованную цену на услугу Липецкого филиала ФГУП «Охрана» по охране объектов, применяемую в 2012 году, устранив тем самым нарушение антимонопольного законодательства.
ЧОО, обращаясь в ФАС России, несмотря на позицию Верховного Суда Российской Федерации, использовали понятийный аппарат Федерального закона от 27.05.1996 № 57-ФЗ «О государственной охране» (определения «государственная охрана» и «объект государственной охраны», «охраняемые объекты»), неверно трактуя термины «государственная охрана», «объекты, подлежащие государственной охране», закрепленные в ст. 11 Закона № 2487-1 «О частной охранной и детективной деятельности в Российской Федерации» и постановлении Правительства Российской Федерации от 14.08.1992 № 587 «Вопросы частной детективной (сыскной) и частной охранной деятельности», которым утвержден Перечень объектов, подлежащих государственной охране. В июле 2011 года уже Высший арбитражный Суд РФ указал, что Постановление № 587 и Федеральный закон № 57-ФЗ имеют разные предметы регулирования.
В итоге, Правительством РФ были инициированы изменения в Закона № 2487-1, в соответствии с которыми Перечень объектов, подлежащих государственной охране, переименован в Перечень объектов, на которые частная охранная деятельность не распространяется. Соответственно, разночтения терминов, которые ЧОО использовали для инициирования судебных разбирательств в отношении государственных охранных структур, были устранены.

##### Борьба за объекты, охраняемые ведомственной охраной
В связи с созданием негосударственных организаций, осуществляющих охрану имущества, неоднократно различные органы и организации пытались частично либо полностью ликвидировать прежде всего систему государственной ведомственной охраны, прикрываясь благими намерениями, за которыми скрывается коммерческий интерес.
18.04.2002 депутаты Г. В. Гудков (бывший президент охранного объединения «Оскордъ»), М. И. Гришанков, С. И. Загидуллин (бывший президент Ярославской областной общественной организации "Ассоциация «Собос» («Системы обеспечения безопасности, охрана, собственность»), А. Д. Куликов, Г. И. Райков, В. И. Черепков внесли на рассмотрение в Государственную Думу Федерального Собрания Российской Федерации законопроект № 200212-3, которым предусматривалось оставить ведомственной охране право осуществлять охрану только объектов государственной формы собственности.
Негативными последствиями принятия указанного законопроекта стала бы передача большинства объектов инфраструктуры Российской Федерации и перевозимых грузов под охрану частных охранных предприятий, что означало бы фактическую ликвидацию системы государственной ведомственной охраны и ослабление защиты особо важных объектов не государственной формы собственности. Законопроект был подготовлен в интересах ЧОО, при этом за ними сохранялось бы право охранять объекты государственной собственности (объекты здравоохранения, образования и т. п.). 10.12.2002 депутаты отозвали законопроект.
В 2006 году заместитель министра экономического развития и торговли А. В. Шаронов пытался провести мероприятия по ликвидации ведомственной охраны. Однако столкнулся с противодействием силовых министерств, которые охладили пыл заслуженного экономиста.
В 2014 году частные охранные компании и связанные с ними общественные организации открыто заявили, что намерены бороться с государственными охранными организациями и обратиться за помощью в Федеральную антимонопольную службу.. Представители негосударственной сферы безопасности (НСБ) ссылаются на законодательство о ВТО и конкуренции. Вместе с тем нормы ВТО не снимают обязанностей с органов государственной власти по защите жизни, здоровья, прав и законных интересов граждан, обеспечению обороны страны и безопасности государства. Соответственно, указанные полномочия государства регулируются внутренним законодательством. Необходимо отметить, что в соответствии со статьями 71 и 72 Конституции Российской Федерации в ведении Российской Федерации, в том числе, находятся: оборона и безопасность. Государственные и муниципальные задачи как предметы ведения государства и вопросы местного значения сами по себе не подлежат передаче или делегированию частным субъектам, хотя последние и могут привлекаться к их решению.
В соответствии с действующим законодательством большинство организаций, имеющих негосударственную организационно-правовую форму (ОАО, ЗАО и др.), не обременены обязанностями по защите интересов государства, не имеют права реализовывать специальные полномочия по защите охраняемых объектов, которые предоставлены законодателем только государственным охранным организациям: применять меры обеспечения производства по делу об административном правонарушении, определенные Кодексом Российской Федерации об административных правонарушениях; обеспечивать сохранность сведений, составляющих государственную и иную охраняемую законом тайну; использовать боевое оружие; осуществлять защиту охраняемых объектов при введении военного положения.
16 апреля 2014 года депутат А. К. Луговой (лоббист интересов ЧОО) внес на рассмотрение в Государственную Думу Федерального Собрания Российской Федерации проект Федерального закона "О внесении изменений в Федеральный закон «О ведомственной охране» № 500359-6, который содержал нормы, направленные на ликвидацию системы государственной ведомственной охраны под предлогом развития конкуренции на рынке охранных услуг. Однако, Правительство РФ, МВД РФ и иные министерства и агентства выступили против. Депутат вынужден был отозвать законопроект.
При этом лидеры НСБ продолжают вести конкурентную борьбу под предлогом защиты государственных интересов, например в феврале 2017 г. заявлено следующее:

Всегда лидеры охранного сообщества в своей работе придерживаются одной мысли: интересы частные, а цели государственные. Костяк НСБ составляют те, кто давал присягу Родине. Они готовы занять свое место в системе обеспечения общественной безопасности, реализации стратегии национальной безопасности.
Наше сообщество подготовило для органов власти ряд предложений по изменению в законодательной сфере. Эта работа никогда не останавливается…

##### Борьба за объекты транспорта, защищаемые в соответствии с Федеральным законом «О транспортной безопасности»
В соответствии с законодательством о транспортной безопасности ЧОО не имеют права быть подразделениями транспортной безопасности, что вызывает обеспокоенность у владельцев негосударственных структур, осуществляющих охрану объектов транспортной инфраструктуры и транспортных средств.

## Общественное мнение

### Медиакомитет
Идея медиакомитета как такового Медиакомитета была впервые озвучена в 2004 году. О собственном медиакомитете представители ЧОО заговорили в 2007 году.